# Colle Fiorito
Colle Fiorito (ou Collefiorito) est une frazione de la commune de Guidonia Montecelio dont elle constitue la neuvième circonscription. Elle est située dans la province de Rome, dans le Latium, entre Rome et Tivoli.

## Histoire
Sa fondation remonte aux années suivant la Deuxième Guerre mondiale, même si déjà à la fin du XIXe siècle, des bergers - vargari en dialecte - y construisirent leurs cabanes. À partir des années 1950, les « seigneurs » de la zone, riches propriétaires qui possédaient des fermes, commencèrent à vendre les terrains par lots :  commence à ce moment-là le premier développement de cette petite ville. Vers la fin des années 1970 on commence à profiter du manque d'attention des institutions pour cette zone, sans plan régulateur pour construire dans la dernière grande tranche de terrain disponible. Dans les années 1980, la construction de nouveaux immeubles entraîne un deuxième grand peuplement du territoire.

## Démographie
Si les premiers habitants de Colle Fiorito sont originaires de petites villes comme Vallinfreda ou Pozzaglia Sabina, ceux qui arrivent au début des années 1980 sont principalement des habitants des quartiers romains comme Prenestino-Centocelle.
Ceci a fait que, aujourd'hui cette frazione d'environ 8 000 habitants, se trouve caractérisée par une sorte de « frontière » qui sépare la Colle Fiorito Vecchia (vieille) de la Colle Fiorito Nuovo (nouvelle).
Entre ces deux zones on peut trouver quelques différences :
- relative à l'âge des habitants ;
- structurale d'urbanisation ;
- des origines et donc des façons de communiquer ;
- de transport public (inexistant dans la partie ancienne).

Avec l'évolution de la partie nouvelle de cette zone, la partie ancienne est en train de disparaître.

## Monuments
L'église de la ville, centre d'intérêt principal, qui se trouvait dans la partie ancienne, a été déplacée dans la nouvelle, ce qui a détourné encore plus l'intérêt de cette zone vers la nouvelle.
La naissance d'un nouveau centre commercial en proximité de Collefiorito Nuovo est en train de relever un peu plus le niveau d'intérêt pour cette ville, même anecdotique.

## Société
Les jeunes aussi ont été influencés par cette présence et l'absence de divertissements et loisirs a fait que les jeunes se retrouvent en groupe, en créant des vraies bandes, qui se réunissent dans les bars ou dans la rue, et donc le conflit entre les différentes bandes est inévitable. Les bagarres et les disputes sont donc très fréquentes dans cette ville et en différentes occasions, les disputes ont fini en tragédies.